# Quaker Oats Company
Pour les articles homonymes, voir Quaker (homonymie).
Quaker Oats Company est une entreprise agroalimentaire américaine, filiale du groupe PepsiCo. 
Le siège de l'entreprise se trouve à Chicago (Illinois).

## Histoire
Quaker Oats est née en 1901 de la fusion de quatre entreprises céréalières américaines.

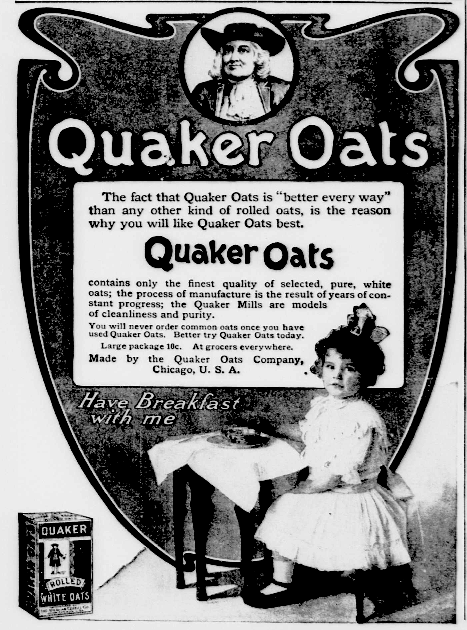
Pub pour les Quaker Oats d'un journal américain de 1906.

La société s’est ensuite développée dans de nombreux domaines, y compris les jouets, avec l’acquisition de Fisher-Price en 1969, revendue de 1991 à 1993 à Mattel. 
Quaker Oats a été achetée par Pepsico en 2001. Celui-ci convoitait alors la marque Gatorade, détenue par Quaker.

## En France
En France, Quaker Oats est apparue à partir des années 1930.
Les produits Quaker sont distribués par Pepsico France, filiale française de Pepsico.
La gamme de produits Quaker disponible, fabriquée en Pays-Bas, est beaucoup moins fournie que dans d’autres pays où Quaker est historiquement présent, comme le Canada ou les États-Unis, et se limite aux céréales pour le petit-déjeuner : 
- Cruesli ;
- Quaker Oats.

## Origine du nom
Le terme de quaker est un surnom donné aux membres de la Société religieuse des Amis (quakers). Le nom de quaker signifie littéralement « trembleur » car lors des sermons, les adeptes sont parfois pris par des tremblements de ferveur.
Les quakers sont réputés pour leur honnêteté, c’est pourquoi leur nom a été employé pour désigner des marques commerciales.

## Logo
Même si la société ne le reconnaît pas, beaucoup ont vu dans le portait de la « mascotte » Larry une similitude avec les gravures et tableaux d'époque représentant William Penn, fondateur en 1681 de la province de Pennsylvanie qui était lui-même quaker.
En mars 2012, le logo est retravaillé. Larry est légèrement redessiné, lui donnant des traits plus minces, tandis que l'arrière plan donne plus de place à la couleur rouge.

## Ouvrage de référence
- J.H. Louis, La société religieuse des Amis (quakers), Coll. Fils d’Abraham, Turnhout, Brepols, Belgique, 2005[5].  (ISBN 978-2-503-52039-1)
- Edouard Dommen, Les Quakers, Cerf, 1990.